# Cucut esquirol comú
El cucut esquirol comú (Piaya cayana) és una espècie d'ocell de la família dels cucúlids (Cuculidae) que habita boscos i matollars de la zona Neotropical. Sovint és considerat coespecífic de Piaya mexicana.

## Hàbitat i distribució
Habita diferents tipus boscos, vegetació secundària i zones de matollar des de l'est de Mèxic, cap al sud fins a l'oest de l'Equador i a tot l'ample de Sud-amèrica a l'est dels Andes, fins al nord de l'Argentina.